# تشيلي في الألعاب الأولمبية الصيفية 2016
نافست تشيلي في دورة الألعاب الأولمبية الصيفية 2016 في ريو دي جانيرو، البرازيل، من 05-21 أغسطس 2016.
شارك الرياضيين التشيلي في كل الألعاب الأولمبية الصيفية في العصر الحديث، بعد أن غابت عن اثنين فقط من الدورات هي: دورة الألعاب الاولمبية الصيفية 1932 في لوس لوس في فترة الكساد الكبير ودورة الألعاب الاولمبية الصيفية عام 1980 في موسكو، بسبب المقاطعة التي تقودها الولايات المتحدة.